# Liste d'aéronefs (B)
Pour un article plus général, voir Liste des aéronefs.
- A
- B
- C
- D
- E-H
- I-M
- N-S
- T-Z

## B.A.T.
- B.A.T. F.K.22 Bantam II
- B.A.T. F.K.23 Bantam I
- B.A.T. F.K.24 Baboon
- B.A.T. F.K.25 Basilisk
- B.A.T. F.K.26 Commercial
- B.A.T. F.K.27 Sporting
- B.A.T. F.K.28 Crow

## Bach
- Bach 3-CT Air Yacht
- Bach CS
- Bach Polar Bear
- Bach T-11-P

## Bachem
- Bachem Ba 349

## Barkley-Warwick
- Barkley-Warwick BW-1

## Barkley-Grow
- Barkley-Grow T8P-1

## Barrows
- Barrows Bearhawk
- Barrows Patrol
- Barrows RB-2 Grasshopper
- Barrows RB-3
- Barrows RB-4

## Bartel
- Bartel BM-2
- Bartel BM-4
- Bartel BM-5
- Bartel BM-6

## Bartini
- Bartini 14M1P
- Bartini A-57
- Bartini DAR
- Bartini Stal-6
- Bartini Stal-7
- Bartini Stal-8
- Bartini T-108
- Bartini T-117
- Bartini T-200
- Bartini Beriev VVA-14

## Bassou
- Bassou FB 31 Rubis

## Baumann
- Baumann B-65
- Baumann B-90
- Baumann B-100
- Baumann B-120
- Baumann BT-120
- Baumann Brigadier

## Baumgärtl
- Baumgärtl Heliofly I
- Baumgärtl Heliofly III
- Baumgartl PB-60
- Baumgartl PB-63
- Baumgartl PB-64

## Bay
- Bay Super "V" Bonanza

## Beagle
- Beagle A.61 Terrier
- Beagle Airedale
- Beagle B.206
- Beagle Basset
- Beagle Bulldog
- Beagle Bullfinch
- Beagle D.5/150 Husky
- Beagle E.3
- Beagle Pup

## Beardmore
- Beardmore Inflexible
- Beardmore Inverness
- Beardmore W.B.1 et W.B.1a
- Beardmore W.B.2 et W.B.IIa
- Beardmore W.B.III
- Beardmore W.B.IV
- Beardmore W.B.V
- Beardmore W.B.VI
- Beardmore W.B.VII
- Beardmore W.B.26
- Dirigeable 24r
- Dirigeable R27
- Dirigeable R34
- Dirigeable R36

## Bede
- Bede BD-1
- Bede BD-2 Love One
- Bede BD-4
- Bede BD-5 Micro
- Bede BD-6
- Bede BD-8
- Bede BD-10
- Bede BD-12
- Bede BD-17
- Bede BD-18
- Bede XBD-2

## Beechcraft
- Beechcraft XA-38 Grizzly
- Beechcraft AT-7 Navigator
- Beechcraft AT-10 Wichita
- Beechcraft AT-11 Kansan
- Beechcraft C-6 Ute
- Beechcraft C-12 Huron
- Beechcraft C-43 Traveler
- Beechcraft C-45 Expeditor
- Beechcraft CT-128 Expeditor
- Beechcraft CT-134 Musketeer
- Beechcraft CT-145 Super Kingair
- Beechcraft RC-12 Guard Rail
- Beechcraft Model 17 Staggerwing
- Beechcraft Beech 18
- Beechcraft Denali
- Beechcraft F-2
- Beechcraft JRB
- Beechcraft L-23 Seminole
- Beechcraft Model 23 Musketeer et Sundowner
- Beechcraft Model 24 Sierra
- Beechcraft Model 33 Debonair
- Beechcraft Model 34 Twin Quad
- Beechcraft Model 35 Bonanza
- Beechcraft Model 36 Bonanza
- Beechcraft Model 38P Lightning
- Beechcraft Model 50 Twin Bonanza
- Beechcraft Model 55 Baron
- Beechcraft Model 56 Baron
- Beechcraft Model 58 Baron
- Beechcraft Model 60 Duke
- Beechcraft Model 65 Queen Air
- Beechcraft Model 70 Queen Airliner
- Beechcraft Model 76 Duchess
- Beechcraft Model 77 Skipper
- Beechcraft Model 80 Queen Air
- Beechcraft Model 88 Queen Air
- Beechcraft Model 90 King Air
- Beechcraft Model 95 Travel Air
- Beechcraft Beech 99 Airliner
- Beechcraft Model 100 King Air
- Beechcraft Model 200 Super King Air et Model 300 Super King Air
- Beechcraft Premier I
- Beechcraft Model 400 Beechjet
- Beechcraft 1300
- Beechcraft Model 1900 Commuter
- Beechcraft Model 2000 Starship
- Beechcraft SNB
- Beechcraft T-1 Jayhawk
- Beechcraft T-6 Texan II
- Beechcraft T-34 Mentor
- Beechcraft T-42 Cochise
- Beechcraft T-44A Pegasus
- Beechcraft U-8 Seminole
- Beechcraft U-12 Ute
- Beechcraft U-21 Ute
- Beechcraft-SFERMA 60 Marquis
- Beechcraft-SFERMA PD-146 Turbo-Travel Air

## Beecraft
- Beecraft Queen Bee
- Beecraft Honeybee
- Beecraft Wee Bee

## Bell
- Bell 30
- Bell 47
- Bell 48
- Bell 54
- Bell 204
- Bell 205
- Bell 206 Jetranger
- Bell 209
- Bell 212
- Bell 214
- Bell 222
- Bell 230
- Bell 240
- Bell 407
- Bell 409
- Bell 412
- Bell 427
- Bell 429
- Bell 430
- Bell AH-1 Cobra
- Bell AH-63 King Cobra
- Bell CH-118 Iroquois
- Bell CH-135 Twin Huey
- Bell CH-136 Kiowa
- Bell CH-139 Jet Ranger
- Bell CH-146 Griffon
- Bell Eagle Eye
- Bell XFL Airabonita
- Bell YFM-1 Airacuda
- Bell F2L Airacomet
- Bell H-13 Sioux
- Lunar Landing Research Vehicle
- Bell OH-55 Kiowa
- Bell P-39 Airacobra
- Bell P-59 Airacomet
- Bell P-63 Kingcobra
- Bell UH-1 Huey
- Bell V-280 Valor
- Bell X-1 ou Bell XS-1[n 1]
- Bell X-2 ou Bell XS-2[n 1]
- Bell X-5 ou Bell XS-5[n 1]
- Bell X-14
- Bell X-16
- Bell X-22
- Bell XF-109
- Bell XP-45
- Bell XP-52
- Bell XP-76
- Bell XP-77
- Bell XP-83
- Bell XV-3
- Bell XV-15
- Bell/Agusta BA609
- Agusta-Bell AB.102
- Boeing-Bell V-22 Osprey

## Bellanca
- Bellanca Aircruiser
- Bellanca C-27 Airbus
- Bellanca Champion
- Bellanca Chief
- Bellanca Citabria
- Bellanca Cruisair
- Bellanca Cruisemaster
- Bellanca Decathlon
- Bellanca Pacemaker
- Bellanca Viking
- Bellanca Scout
- Bellanca Skyrocket
- Bellanca XSE

## Bellanger
- Bellanger-Denhaut BD-22

## Beneš-Mráz
- Beneš-Mráz Be-50 Beta Minor, Be-51 Beta Minor, Be-52 Beta Major, Be-56 Beta Major
- Beneš-Mráz Be-60 Bestiola
- Be-150 Beta Junior, Be-156 Beta Major
- Beneš-Mráz Be-250, Be-251, Be-252 Beta Scolar
- Beneš-Mráz Be-501, Beneš-Mráz Be-502
- Beneš-Mráz Be-550 Bibi, Beneš-Mráz Be-555 Super Bibi

## Bennett
- Bennett BTC-1 Executive

## Benoist Aircraft(en)
- Benoist type XIV

## Bensen
- Bensen Gyro-copter
- Bensen X-25

## Beresniak-Isajew
- BI-1

## Beriev Aircraft Company
- Beriev A-40 Albatross
- Beriev A-50 (Code OTAN : Mainstay)
- Beriev MBR-2
- Beriev Be-4 également connu sous la désignation  Beriev KOR-2
- Beriev Be-6 (Code OTAN : Madge)
- Beriev Be-8 (Code OTAN : Mole)
- Beriev Be-10 (Code OTAN : Mallow)
- Beriev Be-12 Tchaïka (Mouette) (Code OTAN : Mail)
- Beriev KOR-1
- Beriev MBR-7
- Beriev MDR-5
- Beriev R-1
- Beriev Be-30
- Beriev Be-32
- Beriev Be-42
- Beriev Be-103
- Beriev Be-200

## Berliner-Joyce
- Berliner-Joyce FJ
- Berliner-Joyce F2J
- Berliner-Joyce P-16
- Berliner-Joyce XP-13 Viper

## Bernard
- Bernard AB-1
- Bernard 1
- Bernard 10, Bernard 12
- Bernard 14 et Bernard 15
- Bernard 18
- Bernard 18GR Oiseau Tango
- Bernard 190, Bernard 191, Bernard 191 GR, Bernard 192, et Bernard 193
- Bernard 20
- Bernard H.V-40, Bernard H.V-41 et Bernard H.V-42
- Bernard H.52
- Bernard 60, Bernard 61
- Bernard S-72, Bernard S-73, Bernard 74 et Bernard 75
- Bernard 80, Bernard 81 GR, Bernard 82 et Bernard 84 GR
- Bernard H-110
- Bernard H.V-120
- Bernard 160
- Bernard 200, Bernard 201, Bernard 205, Bernard 207
- Bernard 260
- Bernard SIMB V-1
- Bernard SIMB V-2
- Bernard V-4

## Besson
Voir aussi Lévy-Besson
- Besson type canard
- Besson H-3
- Besson H-5
- Besson H-6
- Besson MB-11
- Besson MB-12
- Besson MB-26
- Besson MB-35
- Besson MB-36
- Besson MB-41
- Besson MB-411

## Bestetti
- Bestetti-Colombo C.3
- Bestetti-Nardi BN.1

## Best Off
- Best Off Skyranger

- Best Off Nynja

## Bidwell
- Bidwell Cloud Buster Junior

## Bisnovat
- Bisnovat 5

## Blackburn Aircraft
- Blackburn Dart
- Blackburn Kangaroo
- Blackburn Mercury
- Blackburn 2F.1 Nautilus
- Blackburn Perth
- Blackburn Sidecar
- Blackburn A.D. Sparrow
- Blackburn Triplane
- Blackburn B-1 Segrave
- Blackburn B-2
- Blackburn B.3
- Blackburn B.5 Baffin
- Blackburn B.6 Shark
- Blackburn B.7
- Blackburn B-20
- Blackburn B-24 Skua
- Blackburn B-25 Roc
- Blackburn B-26 Botha
- Blackburn B.37 Firebrand, B-46 Firebrand
- Blackburn B.44
- Blackburn B-48
- Blackburn B-54
- Blackburn B-88
- Blackburn B.101 Beverley
- Blackburn B.103 Buccaneer
- Blackburn Blackburd
- Blackburn B.T.1 Beagle
- Blackburn C.A.15C
- Blackburn Cubaroo
- Blackburn D
- Blackburn E
- Blackburn F.1 Turcock
- Backburn F.2 Lincock
- Blackburn General Purpose
- Blackburn I
- Blackburn L.1 Bluebird
- Blackburn N.1B
- Blackburn Pellet
- Blackburn R.1 Blackburn
- Blackburn R.2 Airedale
- Blackburn R.B.1 Iris
- Blackburn R.B.2 Sydney
- Blackburn T.1 Swift
- Blackburn T.2 Dart
- Blackburn T.3 Velos
- Blackburn T.4 Cubaroo
- Blackburn T.5 Ripon
- Blackburn T.7B
- Blackburn T.B. Twin Blackburn
- Blackburn T.R.1 Sprat

### Blackshape
- Gabriél
- Prime

### Blackwing Sweden
- Blackwing BW 600

## Blériot Aéronautique
- Blériot I
- Blériot II
- Blériot III
- Blériot IV
- Blériot V
- Blériot VI
- Blériot VII
- Blériot VIII
- Blériot IX
- Blériot X
- Blériot XI
- Blériot XII
- Blériot XIII
- Blériot XIV
- Blériot XV
- Blériot XXI
- Blériot XXII
- Blériot XXIII
- Blériot XXIV
- Blériot XXV
- Blériot XXVII
- Blériot XXXIII
- Blériot XXXVI
- Blériot XXXIX
- Blériot XLII
- Blériot XLIII
- Blériot XLIV
- Blériot Bl-53
- Blériot Bl-67
- Blériot Bl-71, Bl-73, Bl-74 et Bl-75
- Blériot Bl-102
- Blériot Bl-105
- Blériot Bl-106
- Blériot Bl-110 Joseph le Brix
- Blériot Bl-111/1 à Bl-111/6
- Blériot Bl-115
- Blériot Bl-117
- Blériot Bl-118
- Blériot Bl-125
- Blériot Bl-127
- Blériot Bl-135
- Blériot Bl-137
- Blériot Bl-155
- Blériot Bl-165
- Blériot Bl-175
- Blériot Bl-195
- Blériot Bl-290
- Blériot Bl-5190

## Blériot-SPAD
- Blériot-SPAD S.27
- Blériot-SPAD S.33
- Blériot-SPAD S.37
- Blériot-SPAD S.41
- Blériot-SPAD S.46
- Blériot-SPAD S.50
- Blériot-SPAD S.51
- Blériot-SPAD S.56
- Blériot-SPAD S.58
- Blériot-SPAD S.60
- Blériot-SPAD S.61
- Blériot-SPAD S.66
- Blériot-SPAD S.70
- Blériot-SPAD S.71
- Blériot-SPAD S.72
- Blériot-SPAD S.81
- Blériot-SPAD S.86
- Blériot-SPAD S.91
- Blériot-SPAD S.126
- Blériot-SPAD S.510
- Blériot-SPAD S.710

## Bloch
- Bloch MB.60, Bloch MB.61
- Bloch MB.70, Bloch MB.71
- Bloch MB.80, Bloch MB.81
- Bloch MB.90, Bloch MB.91, Bloch MB.92, Bloch MB.93
- Bloch MB.110
- Bloch MB.120
- Bloch MB.130
- Bloch MB.131, Bloch MB.132, Bloch MB.133
- Bloch MB.134
- Bloch MB.150, MB.151, MB.152, MB.153, MB.154, MB.155 et MB.157
- Bloch MB.160 et MB.161
- Bloch MB.162
- Bloch MB.170, MB.174, MB.175, MB.176, MB.177 et MB.178
- Bloch MB.200, MB.201, MB.202 et MB.203
- Bloch MB.210, MB.211 et MB.218
- Bloch MB.220 et MB.221
- Bloch MB.300 Pacifique
- Bloch MB.480
- Bloch MB.500
- Bloch MB.700
- Bloch MB.800

## Blohm & Voss
- Blohm & Voss BV 40
- Blohm & Voss Ha 135
- Blohm & Voss Ha 137
- Blohm & Voss BV 138
- Blohm & Voss Ha 139
- Blohm & Voss Ha 140
- Blohm & Voss BV 141
- Blohm & Voss BV 142
- Blohm & Voss BV 143 (en)
- Blohm & Voss BV 144
- Blohm & Voss BV 155
- Blohm & Voss P 188
- Blohm & Voss P 212
- Blohm & Voss BV 222
- Blohm & Voss BV 238
- Blohm & Voss BV 246 (en) Hagelkorn

## Blue Yonder Aviation
- EZ Flyer
- EZ Harvard
- EZ King Cobra
- Merlin EZ

## Blume
- Blume Bl.500
- Blume Bl.502

## Boeing
- Model 15
- Model 40
- Model 80
- Model 200 Monomail
- Model 247
- 307 Stratoliner
- 314 Clipper
- 344 Sea Ranger
- 377 Stratocruiser
- 707
- 717
- 720
- 727
  - 727-100
  - 727-200
- 737
  - Première Génération
    - 737-100
    - 737-200

  - Seconde Génération
    - 737-300
    - 737-400
    - 737-500

  - Troisième Génération
    - 737-600
    - 737-700
    - 737-800
    - 737-900
    - 737-900ER
- 747
  - 747-100
  - 747-200
  - 747-300
  - 747-400
  - 747-400ER
  - 747-400 Large Cargo Freighter
  - 747SP
  - 747-8
  - 747F
- 757
  - 757-200
  - 757-300
- 767
  - 767-200
  - 767-200ER
  - 767-300
  - 767-300ER
  - 767-400ER
  - 767F
- 777
  - 777-200A
  - 777-200ER
  - 777-200LR
  - 777-300
  - 777-300ER
  - 777F
- 787
  - 787-3
  - 787-8
  - 787-9
- 7J7
- 2707
- AH-64 Apache
- B-9 Death Angel
- Boeing XB-15
- Boeing Y1B-20
- B-17 Flying Fortress
- B-29 Superfortress
- XB-38 Flying Fortress
- XB-39 Superfortress
- YB-40 Flying Fortress
- B-44 Superfortress
- B-47 Stratojet
- B-50 Superfortress
- B-52 Stratofortress
- B-54
- XB-55 Stratojet
- B-56 Stratojet
- XB-59
- Business Jet
- BV 107
- C-17 Globemaster III
- C-18 Monomail
- C-73
- C-75 Stratoliner
- C-97 Stratofreighter
- C-98 Clipper
- XC-105
- C-108 Flying Fortress
- C-127
- C-135 Stratolifter
- C-137 Stratoliner
- CC-137
- Boeing YC-14
- C-22
- VC-25 Air Force One
- C-32
- C-33
- C-40 Clipper
- CH-46 Sea Knight
- CH-47 Chinook
- XCH-62
- CH-113 Labrador
- CH-147 Chinook
- Commercial Chinook
- E-3 Sentry
- E-4
- E-6 Mercury
- E-7 J-STARS
- E-8 Joint STARS
- E-10 MC2A
- EC-18 Aria
- EC-135
- FB
- F2B
- F3B Seahawk
- F4B
- XF5B
- XF6B
- XF7B
- XF8B
- HRB
- KB-29
- KB-50
- KC-97 Stratofreighter
- KC-135 Stratotanker
- KC-767
- MD 520N
- MD 600N
- MD Explorer
- NLA
- XP-4
- XP-7
- XP-8
- XP-9
- XP-15
- P-29
- XP-32
- P-8 Poseidon
- PW-9
- P-12
- P-26 Peashooter
- PT-13 Kaydet
- PT-17 Kaydet
- Pelican
- Boeing-Sikorsky RAH-66 Comanche
- RC-135
- Sonic Cruiser
- T-43 Bobcat
- Boeing-Bell V-22 Osprey
- Wedgetail
- X-20 DynaSoar
- X-32
- X-37 Advanced Technology Demonstrator
- X-40 Space Maneuver Vehicle
- X-43 Scramjet
- X-45
- X-46
- X-48
- X-50 Dragonfly
- Boeing XPBB Sea Ranger
- Boeing YAL-1 Airborne Laser

## Bohemia
- Bohemia B-5

## Bölkow
- Bölkow Bö 46
- Bölkow 208 Junior
- Bölkow 209 Monsun
- Bölkow Phoebus A, A1, B, B1, C

## Bombardier Aéronautique
- Bombardier BD-100
- Bombardier BD-700
- Bombardier C-21 Learjet
- Bombardier Challenger 300
- Bombardier Challenger 600
- Bombardier Challenger 601
- Bombardier Challenger 604
- Bombardier Challenger 605
- Bombardier Challenger 800
- Bombardier Canadair CL-215
- Bombardier Canadair CL-415
- Bombardier CRJ-100
- Bombardier CRJ-200
- Bombardier CRJ-700
- Bombardier CRJ-900
- Bombardier CRJ-1000
- Bombardier E-9 Widget
- Bombardier Global 5000
- Bombardier Global Express XRS
- Bombardier Global Express
- Bombardier Learjet 45
- Bombardier Learjet 55
- Bombardier Learjet 60
- Bombardier Sentinel

## Boulton Paul Aircraft
- Boulton Paul P.3 Bobolink
- Boulton Paul P.6
- Boulton Paul P.7 Bourges
- Boulton Paul P.8 Atlantic
- Boulton Paul P.9
- Boulton Paul P.12 Bodmin
- Boulton Paul P.15 Bolton
- Boulton Paul P.25 Bugle
- Boulton Paul P.29 Sidestrand
- Boulton Paul P.31 Bittern
- Boulton Paul P.32
- Boulton Paul P.33 Partridge
- Boulton Paul P.41 Phoenix
- Boulton Paul P.64 Mail Carrier
- Boulton Paul P.71A
- Boulton Paul P.75 Overstrand
- Boulton Paul P.82 Defiant
- Boulton Paul P.92/2
- Boulton Paul Balliol
- Boulton Paul Sea Balliol
- Boulton Paul P.111
- Boulton Paul P.120

## Brantly
- Brantly B-1
- Brantly B-2
- Brantly 305

## Bratoukhine
- Bratoukhine Omega
- Bratoukhine B-5
- Bratoukhine B-9
- Bratoukhine B-10
- Bratoukhine B.11
- Bratoukhine G-3
- Bratoukhine G-4

## Bratu
- Bratu 220

## Breda
- Breda Ba.15
- Breda Ba.19
- Breda Ba.25
- Breda Ba.28
- Breda Ba.64
- Breda Ba.65
- Breda Ba.88
- Breda Ba-201
- Breda M-1

## Breguet
- Breguet III
- Breguet IV
- Breguet 26T
- Breguet Bre 5
- Breguet XI Corsaire
- Breguet Bre 14
- Breguet Bre 16
- Breguet Bre 17
- Breguet Bre 18
- Breguet Bre 19
- Breguet Bre 20 Leviathan
- Breguet Bre 22 Leviathan
- Breguet Bre 27, (Breguet 270 à 274)
- Breguet Bre 230
- Breguet Bre 280, 281, 284
- Breguet Bre 330 et Breguet 27S
- Breguet Bre 391, 392, Breguet 393T
- Breguet Bre 410, 411, 413, 414
- Breguet Bre 460, Bréguet Bre 462 Vultur
- Breguet Bre 470 Fulgur
- Breguet Bre 482
- Breguet Bre 500 Colmar
- Breguet 521 Bizerte, Breguet Bre 530 Saïgon et Breguet Calcutta
- Breguet Bre 610
- Breguet-Wibault Bre 670T
- Breguet Br.690, 691, 693, 694, 695
- Breguet Br.730, Breguet Br.731 Vega
- Breguet Br.761 Deux ponts, Breguet Br.763 Provence, Breguet Br.765 Sahara
- Breguet Br.790 Nautilus
- Breguet Br.880
- Breguet Br.890H Mercure, Breguet Br.891R Mars, Breguet Br.892S Mercure
- Breguet Br.895
- Breguet 900
- Breguet 901 Mouette
- Breguet 902
- Breguet 903
- Breguet 904 Nymphale
- Breguet 905 Fauvette
- Breguet 906 Choucas
- Breguet Br.940 Intégral
- Breguet 941 et 941S
- Breguet Br.960 Vulture
- Breguet Br.1001 Taon
- Breguet Br.1010 Aptérion
- Breguet Br.1050 Alizé
- Breguet Br.1100
- Breguet Br.1110, Breguet Br.1111
- Breguet Br.1150 Atlantic, Breguet Br.1250
- Breguet Buc
- Breguet G-11 et Breguet G-111 Gyroplane
- Breguet LE
- Breguet-Dorand Giroplane
- Breguet-Richet IIbis

## Brewster
- Brewster A-32
- Brewster A-34
- Brewster Bermuda
- Brewster F2A Buffalo
- Brewster F3A Corsair
- Brewster SB2A Buccaneer

## Bristol
- Bristol 92
- Bristol 101
- Bristol 109
- Bristol 110A
- Bristol 118
- Bristol 120
- Bristol 133
- Bristol 123
- Bristol 142 Blenheim I
- Bristol 143
- Bristol 146
- Bristol 148
- Bristol 149 Bolingbroke/Blenheim IV
- Bristol 152 Beaufort
- Bristol 160 Blenheim V
- Bristol 173 Belvedere
- Bristol 188
- Bristol 223
- Bristol Advanced Trainers
- Bristol Babe
- Bristol Badger
- Bristol Badminton
- Bristol Bagshot
- Bristol Beaufighter
- Bristol Beaufort
- Bristol Belvedere
- Bristol Berkeley
- Bristol Blenheim
- Bristol Bloodhound
- Bristol Boarhound
- Bristol Bombay
- Bristol Boxkite
- Bristol Brabazon
- Bristol Braemar
- Bristol Brigand
- Bristol Britannia
- Bristol Brownie
- Bristol Buckingham
- Bristol Buckmaster
- Bristol Bulldog
- Bristol Bullet
- Bristol Bullpup
- Bristol Bullfinch
- Bristol Coanda Monoplane
- Bristol Coanda Biplane
- Bristol F.2 Fighter
- Bristol Freighter
- Bristol Gordon England
- Bristol Jupiter-Fighter
- Bristol M.1
- Bristol Prier Monoplane
- Bristol Primary Trainer
- Bristol Racer
- Bristol Scout
- Bristol Seely
- Bristol Sycamore
- Bristol Ten-seater
- Bristol Tourer
- Bristol T.T.A
- Bristol T-type

## Britten-Norman
- Britten-Norman BN-1 Finibee
- Britten-Norman BN-2 Islander, Britten-Norman Defender
- Britten-Norman BN-2A Mk III Trislander
- Britten-Norman BN-3 Nymph

## British Aerospace
- BAC 221
- BAC Jet Provost
- BAC One Eleven
- BAC Strikemaster
- British Aerospace C-29
- BAe CT-155 Hawk
- BAe T-45 Goshawk
- BAe 125
- BAe 146
- BAe ATP
- BAe Dominie
- British Aerospace EAP
- BAe Hawk
- BAe Jetstream
- BAe Nimrod
- BAC TSR-2
- BAe/Hawker Siddeley 748

## British Aircraft Co
- BAC VII
- BAC Planette

## British Aircraft Manufacturing Co
- British Aircraft Manufacturing Eagle
- British Aircraft Manufacturing Swallow

## British Klemm
- British Klemm L-25C

## BRM Aero
- BRM Aero Bristell B23

## Brochet
- Brochet MB-10
- Brochet MB-20
- Brochet MB-30
- Brochet MB-40
- Brochet MB-50 Pipistrelle
- Brochet MB-60 Barbastrelle
- Brochet MB-70
- Brochet MB-80
- Brochet MB-100
- Brochet MB-110
- Brochet MB-120

## Bruel-Durand-Molinari
- Bruel-Durand-Molinari BDM 01

## Bücker Flugzeugbau
- Bücker Bü 131 Jungmann
- Bücker Bü 133 Jungmeister
- Bücker Bü 180 Student
- Bücker Bü 181 Bestmann

## Budd
- Budd C-93 Conestoga

## Burnelli
- Burnelli CB-16
- Burnelli CBY-3
- Burnelli GX-3
- Burnelli OA-1
- Burnelli RB-1
- Burnelli RB-2
- Burnelli UB-14
- Burnelli UB-20